# Sleeping Dogs
Sleeping Dogs è un videogioco di avventura dinamica a mondo aperto, sviluppato dalla United Front Games in collaborazione con Sales Curve Interactive e pubblicato da Square Enix. Venne pubblicato il 14 agosto 2012 negli Stati Uniti e il 17 agosto 2012 in Europa per Microsoft Windows, PlayStation 3 e Xbox 360.
Ambientato a Hong Kong, Sleeping Dogs si concentra sulle vicende di un poliziotto sotto copertura, di nome Wei Shen, con il compito di infiltrarsi nelle Triadi.
Il gioco è stato originariamente annunciato nel corso dell'E3 del 2009 come True Crime: Hong Kong, il terzo capitolo della serie True Crime. Activision aveva previsto che il gioco non potesse competere con la concorrenza, così decise di eliminare il progetto nel febbraio 2011. Sei mesi più tardi, la Square Enix aveva acquistato i diritti del gioco, ma rinominato nel 2012 con il nome Sleeping Dogs.
Nel mese di ottobre 2014 venne pubblicata Sleeping Dogs: Definitive Edition, versione rimasterizzata del gioco per PlayStation 4, Xbox One, PC e Mac, e comprende tutti i DLC disponibili. La versione per Mac è stata pubblicata da Feral Interactive.

## Trama
Il gioco è ambientato a Hong Kong, con protagonista il detective Wei Shen, tornato da poco nella città stato dopo aver trascorso gran parte della sua vita negli Stati Uniti. Wei è stato incaricato di infiltrarsi nella Triade, la "Sun On Yee" per distruggerla dall'interno. L'obiettivo principale di Wei è da un lato rimanere fedele alla sua missione e fermare la Triade, e dall'altro mantenere la sua copertura cercando di essere il più possibile simile ai criminali.

## Modalità di gioco
Il gameplay di Sleeping Dogs offre al giocatore un ambiente open world in cui muoversi liberamente. A piedi, il giocatore ha la possibilità di camminare, correre, saltare, scavalcare ostacoli, nuotare e utilizzare armi. Wei Shen possiede anche un'altra abilità, quella delle arti marziali. I giocatori sono anche in grado di guidare una varietà di mezzi di trasporto come autoveicoli e motoveicoli, e pilotare imbarcazioni. I segmenti di guida sono ispirati a quelli della serie di Need for Speed.
Il sistema di combattimento è molto simile a quello di Batman: Arkham City, attribuendo quindi un tasto per l'attacco e uno per la parata, o ancor meglio, il contrattacco che, attivato con il tempismo giusto nell'attuare il comando, si eseguono prese e mosse automatiche altrimenti complesse da completare manualmente.
Data la natura open world del gioco, non si è costretti a seguire le missioni della storia principale, sebbene siano necessarie per completare la storia, ma si può girare liberamente per la città. Quando non si sta effettuando una missione, il giocatore può partecipare ad attività secondarie come il furto di auto, battersi in fight club, karaoke, bische e scommesse clandestine su combattimenti di galli, rapinare furgoni portavalori, fare da tiratore per la polizia di Hong Kong. Ci sono anche diverse ragazze che il nostro protagonista potrà conoscere. Sono presenti anche alimentari, bancarelle e distributori dai quali Wei può acquistare determinati alimenti che gli daranno particolari bonus temporanei.
Il gioco propone una componente evolutiva del personaggio; sono presenti due livelli di esperienza: uno riguarda la reputazione nella Triade e l'altra la reputazione nella polizia, che si sviluppano indipendentemente l'uno dall'altro. Ognuna aumenta con una determinata tipologia di punti esperienza ricavati da azioni o incarichi specifici. Quindi, man mano che si completano missioni per la polizia, sia primarie che secondarie, aumenterà la reputazione relativa alla polizia stessa con bonus inerenti alle abilità di un agente, mentre, con azioni criminali, a trarne beneficio sarà quella della Triade che ovviamente offre potenziamenti differenti.
Wei Shen è in grado anche di cambiare abbigliamento che, in base alla tipologia, può aumentare le percentuali di guadagno di reputazione polizia o Triade. Abbigliamento, accessori e veicoli sono disponibili per l'acquisto da parte di Wei, e avranno effetti diversi sulle reazioni degli NPC.
L'interfaccia del gioco è dotata di una mini-mappa che visualizza le località chiave (rifugi, negozi, ecc.) e obiettivi. La salute di Wei è indicata da un arco rosso (100%) o blu (200%) sul lato sinistro della mini-mappa. Il giocatore inoltre ha a disposizione varie armi come coltelli, pistole, spade ecc.
Il giocatore può sfruttare l'ambiente circostante nei combattimenti per uccidere i nemici rapidamente; per esempio buttandoli in una fornace, schiacciandogli la testa nelle portiere delle macchine o buttadoli in acqua. Si possono recuperare numerose valigiette contenenti denaro.

## Sviluppo

### Versione iniziale
Originariamente il gioco, in sviluppo dal 2008, doveva essere il terzo capitolo della serie True Crime, ma, considerando il mezzo flop di True Crime: New York City, Activision decise di annullare il progetto e di concentrarsi su altri titoli.
Il 12 dicembre 2009, durante lo Spike Video Game Awards, Activision mostrò il teaser trailer di quello che sarebbe dovuto diventare True Crime: Hong Kong. Activision aveva confermato che il gioco sarebbe stato pubblicato a breve e che dello sviluppo si sarebbe occupata la United Front Games al posto della storica Luxoflux. Questo cambiamento fu dovuto in gran parte alla cessazione delle attività della LuxoFlux, nel febbraio 2010.
Il 6 agosto 2010 fu annunciato il rinvio della pubblicazione del gioco al 2011, per dare più tempo agli sviluppatori. Eric Hirshberg, CEO di Activision, assicurò che il ritardo nella release di True Crime: Hong Kong sarebbe stato ampiamente ripagato in termini di trama e giocabilità. Questo tempo supplementare di sviluppo diede i suoi frutti soprattutto in termini di meccanica di gioco e combattimenti. Hirshberg dichiarò inoltre di aver contribuito al miglioramento delle sessioni alla guida e la fisica dei veicoli.
Il 9 febbraio 2011 Activision annullò definitivamente il progetto per concentrarsi su giochi online il cui margine di rendimento era più elevato. Stando ad Activision, il gioco venne annullato in quanto "non rispecchiava le aspettative" in termini di concorrenza con altri titoli del genere open world. Anche secondo le più ottimistiche previsioni, disse l'azienda, True Crime non sarebbe mai riuscito a raggiungere i suoi concorrenti in termini di vendite. Activision non credeva che True Crime avrebbe potuto generare abbastanza profitti e di conseguenza ne fermò lo sviluppo. Il team di United Front Games annunciò il suo disappunto sul proprio sito web: «Siamo spiacenti di non aver avuto la possibilità di completare questo progetto con Activision.Entrambi siamo sempre stati impegnati a realizzare giochi di qualità, ed è possibile che in futuro collaboreremo di nuovo su altri progetti. Nel frattempo stiamo ponendo il nostro sguardo verso differenti orizzonti creativi.» Il produttore esecutivo Stephen Van Der Mescht affermò che in quel momento True Crime: Hong Kong era giocabile dall'inizio alla fine e lo definì «quasi completo» in termini di contenuto quando Activision ne annullò il progetto. Nonostante le basse aspettative di Activision, Van Der Mescht sostenne che il gioco avrebbe potuto benissimo reggere la concorrenza e imporsi sul mercato videoludico.
Il 22 giugno 2011, il CEO di Activision Eric Hirshberg spiegò il motivo della decisione, affermando che il bilancio della società e i ritardi nello sviluppo sono stati nell'insieme tutti fattori che hanno contribuito all'annullamento del gioco. Il mercato era cambiato radicalmente dall'inizio della fase di sviluppo e secondo Hirshberg la concorrenza era diventata più selettiva e solo i giochi "migliori" avrebbero potuto avere successo. Hirshberg non riteneva che True Crime: Hong Kong avesse le possibilità per arrivare al top delle classifiche di vendita dei giochi open world come Grand Theft Auto. Se il gioco non aveva il potenziale, non aveva nemmeno senso completarlo.

### I diritti acquisiti da Square Enix
Il 2 agosto 2011, la Square Enix acquisì i diritti del gioco e si mise al lavoro con United Front Games per terminarlo. Il gioco dovette essere rinominato perché Square Enix non aveva acquistato i diritti sul marchio True Crime. Il direttore generale di Square Enix London Studios, Lee Singleton, dichiarò allo studio Gamasutra: «True Crime: Hong Kong è uno di quei giochi in cui non si vuole mettere via il controller, è uno di quei giochi che noi chiamiamo sticky. [...] Quando abbiamo incontrato il team di United Front Games, abbiamo subito fiutato l'affare. Abbiamo immediatamente riconosciuto l'enorme potenziale del gioco e del team di sviluppo.» Il presidente di United Front Games, Stefan Wessels dichiarò: «Sono veramente contento di lavorare con Square Enix di Londra e il loro entusiasmo sul progetto significa molto per noi.»
Verso la fine del 2011, Square Enix rivelò che il progetto True Crime: Hong Kong era diventato Sleeping Dogs. L'annuncio è stato accompagnato da un trailer live action e diversi screenshots. Il direttore generale della Square Enix London Studios, Lee Singleton, ha dichiarato: «Sleeping Dogs ha un ottimo sistema di combattimento corpo a corpo.» Gli sviluppatori hanno in seguito dichiarato che tale sistema è stato ispirato dal film con Tony Jaa The Protector - La legge del Muay Thai. Nell'aprile 2012, Square-Enix ha annunciato la collaborazione con Georges St-Pierre, noto lottatore di arti marziali miste, per la realizzazione del sistema di combattimento.

## Doppiaggio
La versione anglosassone del gioco può contare su un cast vocale, del quale fanno parte attori hollywoodiani ed asiatici.
| Personaggio            | Doppiatore    |
| ---------------------- | ------------- |
| Wei Shen               | Will Yun Lee  |
| Thomas Pendrew         | Tom Wilkinson |
| Raymond Mak            | Byron Mann    |
| Winston Chu            | Parry Shen    |
| Jackie Ma              | Edison Chen   |
| David Wai-Lin "Zio" Po | James Hong    |
| Amanda Cartwright      | Emma Stone    |
| Conroy Wu              | Robin Shou    |
| Vivienne Lu            | Lucy Liu      |
| Not Ping               | Celina Jade   |
| Sonny                  | Chin Han      |
| Ispettore Teng         | Kelly Hu      |
| Henry "Big Smile" Lee  | Tzi Ma        |
| Peggy Li               | Lindsay Price |
| Sandra                 | Steph Song    |
| Sam "Dog Eye" Lin      | Ron Yuan      |